# Stanisław Ossoliński
Stanisław Ossoliński herbu Topór (ur. po 1650, zm. 1700) – starosta piotrkowski, (1680) podstoli lubelski, rotmistrz chorągwi koronnej (1673), dziedzic Hussakowa i  właściciel Ustrzyk Dolnych.
Wywodził  się z Ossolińskich zamieszkałych w Galicji w okresie XV do XVII wieku. 
Drugi syn Mikołaja Ossolińskiego (1599–1663) – starosty radoszyckiego,  piotrowskiego, nowotarskiego,  skalskiego, knyszyńskiego, i  matki Katarzyny Starołęskiej.
Miał brata przyrodniego Jerzego Ossolińskiego – syna Anny Korniakt (zm. 1648), oraz siostry: Annę wydaną za Zygmunta Mniszcha, a po jego śmierci za Stanisława Baranowskiego i Katarzynę – wydaną za Ferdynanda Przerembskiego.
Żonaty z właścicielką Ustrzyk Dolnych – Anna Birecką – kasztelanową przemyską – wdową po Mikołaju Ustrzyckim, która  po jego śmierci, zaślubiła nieznanego z imienia Siemianowskiego (zmarła  po 1703 r.). 
Pozostawił po niej dwóch synów: Jana i Antoniego, który w 1703 roku zabił swojego brata. Dzięki wstawiennictwu wpływowych osób uniknął kary śmierci i do końca życia pokutował w jednym z klasztorów.
Poseł sejmiku sieradzkiego na Sejm 1683 roku.

## Źródła
- Historia i genealogia rodziny Ossolińskich. ossolinski.info. [zarchiwizowane z tego adresu (2014-12-17)].
- S.K.Kossakowski; Monografie historyczno-genelogiczne niektórych rodzin polskich, Warszawa 1862, t.2.
- Włodzimierz Dworzaczek, Genealogia, cz. 1–2, Warszawa: PWN 1959, tablica, t.144